# Ultimando
Ultimando es el sexto álbum de estudio de la banda argentina de heavy metal Almafuerte, publicado en 2003 por Dejesu Records. 

## Detalles
Siguiendo la decisión de Ricardo Iorio de dedicarse sólo al canto, este es el primer álbum de la banda en contar con el bajista Beto Ceriotti, aunque no se lo nombra como miembro estable, sino como invitado. 
Cuenta con grandes éxitos de Almafuerte como «Yo traigo la semilla», «Con rumbo al abra» y «Todo es en vano, si no hay amor», que fueron ejecutadas en la mayoría de sus shows desde entonces.

## Lista de canciones
| N.º | Título                            | Letras                      | Música            | Duración |  |
| 1.  | «Patria al hombro»                | Ricardo Iorio               | Claudio Marciello | 3:52     |  |
| 2.  | «Ultranza»                        | Ricardo Iorio               | Claudio Marciello | 2:42     |  |
| 3.  | «Todo es en vano, si no hay amor» | Ricardo Iorio               | Claudio Marciello | 3:34     |  |
| 4.  | «Con rumbo al abra»               | Ricardo Iorio               | Claudio Marciello | 4:31     |  |
| 5.  | «Ruta 76»                         | Ricardo Iorio               | Ricardo Iorio     | 3:55     |  |
| 6.  | «Del fumador»                     | Ricardo Iorio               | Claudio Marciello | 2:51     |  |
| 7.  | «En este viaje»                   | Ricardo Iorio               | Claudio Marciello | 4:43     |  |
| 8.  | «Yo traigo la semilla»            | Ricardo Iorio · Diego Petru | Claudio Marciello | 4:01     |  |
| 9.  | «T.C.»                            | Ricardo Iorio               | Claudio Marciello | 2:33     |  |
| 10. | «Sojuzgados y sometidos»          | Ricardo Iorio               | Claudio Marciello | 3:29     |  |
| 11. | «Como estaba ahí Dios»            | Cuchilla Grande             | Cuchilla Grande   | 3:11     |  |

## Créditos
Almafuerte
- Ricardo Iorio - Voz
- Claudio Marciello - Guitarra
- Bin Valencia - Batería
- Beto Ceriotti - Bajo

Producción
- Álvaro Villagra - mezcla y masterización
- Marcelo "Tommy" Moya - coordinador
- Marcelo Caputo - mánager